# Rhagoletis pomonella
Rhagoletis pomonella là một loài ruồi, một loài gây hại cho nhiều loại cây trồng lấy quả, chủ yếu là táo tây. Loài này tiến hóa khoảng 150 năm trước thông qua một sự thay đổi giao tiếp từ vật chủ bản địa Crataegus sang loài táo trồng Malus domestica ở Đông Bắc Hoa Kỳ.
Ruồi trưởng thành dài khoảng 5 mm, nhỏ hơn một chút so với một con ruồi nhà. Ấu trùng, là giai đoạn trong vòng đời của loài côn trùng này gây ra thiệt hại thực sự cho quả, tương tự như ấu trùng ruồi hay giòi thông thường. Những "con sâu" khác, đặc biệt là ấu trùng của sâu bướm, xâm nhập vào bên trong quả táo thường bị nhầm lẫn với loài giòi táo này. Tuy nhiên, nói chung, sâu bướm thường ăn trong lõi táo trong khi giòi táo ăn thịt quả. Trong trái cây bị nhiễm khuẩn, ấu trùng thường khó phát hiện do màu nhạt, màu kem và kích thước cơ thể nhỏ.
Ruồi trưởng thành đẻ trứng bên trong quả. "Con sâu" non nở ra ăn trái cây (hiếm khi ấu trùng rời khỏi quả trong khi nó vẫn còn treo trên cây) và khiến nó bị bầm tím và phân hủy và cuối cùng rơi xuống trước khi chín. Chúng qua mùa đông dưới dạng nhộng trong đất. Nó chỉ trồi lên khỏi mặt đất sau khi biến thái thành một con ruồi tương đối không phòng thủ. Nó sử dụng mô phỏng Batesian như một phương pháp phòng thủ, màu sắc của nó giống với chân trước và chân của một con nhện nhảy (họ Salticidae). Cá thể trưởng thành xuất hiện từ cuối tháng 6 đến tháng 9, và bay vào tháng 8.